# Dörpms
Dörpms ist eine Oi!/Punkrock-Band aus Dortmund.

## Geschichte
Nach einer, in ihrer damaligen Stammkneipe HirschQ gefassten Idee, gründeten drei Skinheads in ihrer Heimatstadt Dortmund 2009 die Gruppe, nachdem sie bereits in anderen lokalen Bands gespielt hatten (unter anderem Offbeat Propeller). Der Name geht auf die altertümliche, niederdeutsche Bezeichnung Dörpm für die Stadt Dortmund zurück. Auch in ihrem Bandlogo drücken sie seither ihre Verbundenheit zu Dortmund und seiner Tradition als Arbeiter- und Bierstadt aus, in dem sie auf das Dortmunder U Bezug nehmen.
Ihr erstes Konzert gaben sie am 5. Dezember 2009. Es folgten zahlreiche weitere Auftritte, meist mit Szenebands wie Stomper 98, The Business, Volxsturm, Evil Conduct oder Berliner Weisse und anderen.
Im Jahr 2010 veröffentlichten sie im Selbstvertrieb ihre ersten vier Stücke als CD unter dem Titel Pils’n Export-Oi!. Auch hier nahmen sie wieder Bezug auf ihre Stadt, etwa mit der Titel-Anspielung auf Dortmunder Exportbier. In der Folge erhielten sie einen Schallplattenvertrag bei Sunny Bastards, einem ebenfalls dem Ruhrgebiet verbundenen Musiklabel aus Essen. Im Jahr 2011 spielten sie daraufhin auf dem Son-of-a-Bastard-Festival und waren eine der Bands der Voice-of-a-Generation-Tour 2011.
Im Jahr 2012 erschien mit Alles kann, nichts muss ihr erstes volles Album. Auf ihm finden sich 13 Lieder. Es folgten eine Reihe weiterer Konzerte, sowohl vor kleinerem als auch größerem Publikum, etwa mit Cock Sparrer in der Kölner Essigfabrik. Auch im Ausland traten sie 2013 auf, etwa mit Evil Conduct in den Niederlanden.
Im Rahmen einer Serie von limitierten 12" EPs, die nostalgisch-ironisch an das Format der Maxisingle der 1980er Jahre erinnert, brachte ihr Label Sunny Bastards 2014 dann die EP Noten der Straße mit vier neuen Songs heraus, die nur auf dieser Vinylschallplatte erschienen. Zu dem Titelstück produzierte die Gruppe ihren ersten professionellen Videoclip. Bei Erscheinen der EP hatte die Band dann ihren ersten Besetzungswechsel vollzogen. Die Gitarre spielte nun nicht mehr André, sondern fortan Zwiebel, der bereits in anderen Punkbands seit langen Jahren Erfahrungen sammelt, insbesondere in der Hammer Band Paranoya.

## Rezeption
Durchgehend in Deutsch besingt die Band ihre Vorliebe für Bier, Fußball, Tätowierungen und ein erfülltes Leben abseits der Mehrheitsgesellschaft, thematisieren aber auch ihre Sorge um einen überbordenden Überwachungsstaat und eine zunehmend materialistische und unmenschliche Gesellschaft. Sie pflegen dabei meist einen gleichzeitig rauen und fröhlich-launigen Ton, und nehmen sich selbst nicht allzu wichtig, wodurch sie sich von vielen Szenebands abheben. Dies brachte ihnen gute Kritiken in der Szene ein. So beurteilte der Rezensent des Szenemagazins Plastic Bomb das Album als „erfrischend einfache Scheibe, ohne irgendwelche neumodischen Fisimatenten oder Sperenzien, die mich dennoch sofort und vom ersten Ton an mitreißt“.
Bei einem Besuch im Café von Heino 2010 ließ sich dieser von der Gruppe zu der Aussage hinreißen, die Dörpms seien die beste Band der Welt.

## Diskografie
- 2010: Pils’n Export Oi! (CD-EP)
- 2012: Alles kann, nichts muss (CD-Album)
- 2014: Noten der Straße (12"-EP, Teilauflage in farbigem Vinyl)